# Gmina Karsin
Die Gmina Karsin ['karɕin] ist eine Landgemeinde im Powiat Kościerski der Woiwodschaft Pommern in Polen. Ihr Sitz ist das gleichnamige Dorf (kaschubisch Kôrsëno; deutsch Karschin). 

## Gliederung
Zur Landgemeinde (gmina wiejska) Karsin gehören elf Ortsteile (deutsche Namen amtlich bis 1945) mit einem Schulzenamt:
| - Bąk (Bak) - Borsk (Borsk) - Cisewie (Eibenfelde) - Dąbrowa (Dombrowo) - Górki - Karsin (Karschin; 1939–1945 Karßin) | - Osowo (Ossowo) - Przytarnia (Wildau) - Wdzydze Tucholskie (Weitsee) - Wiele - Zamość |

Weitere Ortschaften der Gemeinde sind:
| - Abisynia - Białe Błoto - Dębowiec - Jasnochówka - Joniny Małe - Joniny Wielkie - Kliczkowy - Knieja - Lipa - Malary - Miedzno | - Mniszek (Mischke; 1939–1945 Mieschke) - Piątkowo - Podrąbiona - Popia Góra (Popiagora) - Przydół - Robaczkowo - Rogalewo - Zabrody - Żebrowo |

## Verkehr
Der nicht mehr bediente Bahnhof Karsin liegt an der Bahnstrecke Laskowice Pomorskie–Bąk.

## Persönlichkeiten
- Marian Mokwa (1889–1987), polnischer Maler, geb. in Malary.